# トップネス
トップネス（英: topness）は粒子の性質を表すフレーバー量子数の一つである。トゥルース（truth）とも呼ばれる。トップネスは、粒子を構成するトップクォーク (t) の数と反トップクォーク (t) の数の差として定義される:
{\displaystyle T=n_{\text{t}}-n_{\bar {\text{t}}}}
慣習により、トップクォークは+1のトップネスを持ち、反トップクォークは−1のトップネスを持つ。この慣習では、クォークのフレーバー量子数の符号はクォークの電荷（Q）の符号と同じとする。トップクォークの場合は、Q = +2⁄3 である。
「トップネス」という語は、めったに使われない。多くの物理学者は、単に"トップクォークの数"と"反トップクォークの数"だけを用いる。

## トップネスの保存
全てのフレーバーに関係する量子数と同様に、トップネスは強い相互作用および電磁相互作用において保存するが、弱い相互作用の下では保存しない（CKM行列を参照）。しかしながら、トップクォークは極度に不安定であり、その半減期は強い相互作用が起こるのに必要な10−23s 以下である。このため、トップクォークはハドロン（中間子やバリオン）を決して形成しない。強い相互作用を起こす前に、別のフレーバーのクォーク（通常はボトムクォーク）に崩壊する。